# Stoßtheorie

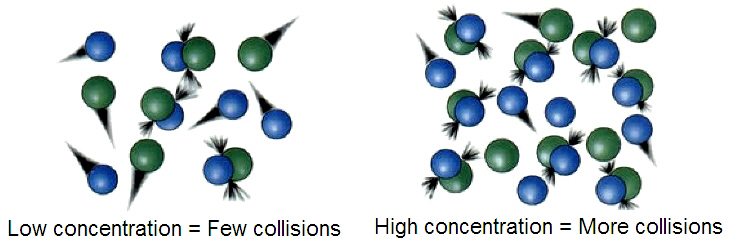
Die Reaktionshäufigkeit steigt mit der Konzentration aufgrund häufiger Kollisionen

Die Stoßtheorie oder Kollisionstheorie ist eine mechanische Theorie für den Ablauf chemischer Reaktionen, die 1916 von Max Trautz bzw. 1918 von dem britischen Chemiker William Lewis entwickelt wurde. Man geht bei ihr davon aus, dass für eine Reaktion ein Stoß zwischen den beiden Reaktionspartnern stattfinden muss, bei dem entlang der Kern-Kern-Verbindungsachse eine bestimmte Schwellenenergie überschritten werden muss. Die Stoßtheorie liefert brauchbare Werte vor allem für einfache Gasphasenreaktionen zwischen kugelförmigen Ionen.

## Formulierung

### Für kugelförmige Reaktionspartner
Für eine einfache bimolekulare Reaktion des Types A + B → P lässt sich folgendes Geschwindigkeitsgesetz aufstellen:
{\displaystyle {\frac {d[A]}{dt}}=-{\mathit {k}}\cdot [A]\cdot [B]}
mit
- den Konzentrationen der reagierenden Stoffe in eckigen Klammern
- dem Stoßfaktor k.

Die Stoßtheorie beschäftigt sich mit der Berechnung des Stoßfaktors. Dazu wird ein anderer Ansatz für die Änderung der Konzentration von A gewählt:
{\displaystyle {\frac {d[A]}{dt}}=-{\mathit {f}}\cdot {\frac {Z_{AB}}{N_{\mathrm {A} }}}}
mit
- einem Faktor {\displaystyle f=e^{-{\frac {E_{\mathrm {A} }}{R\cdot T}}}} für die Wahrscheinlichkeit einer gelungenen Reaktion
  - der Aktivierungsenergie EA
  - der Gaskonstante R
  - der Temperatur T in Kelvin
- der Stoßdichte, also der Zahl von Stößen zwischen A und B pro Zeit- und Volumeneinheit: {\displaystyle Z_{AB}=\sigma \cdot {\sqrt {\frac {8\cdot {\mathit {k_{\mathrm {B} }}}\cdot T}{\pi \cdot \mu }}}\cdot N_{\mathrm {A} }^{2}\cdot [A]\cdot [B]}
  - dem Stoßquerschnitt σ aus dem Durchmesser der beiden Teilchen
  - der Boltzmann-Konstanten {\displaystyle {\mathit {k_{\mathrm {B} }}}}
  - der reduzierten Masse µ der Teilchen A und B
  - der Avogadro-Konstante NA, die die Zahl der Teilchen in einem Mol angibt.

Einsetzen des Faktors und der Stoßdichte liefert:
{\displaystyle {\frac {d[A]}{dt}}=-\sigma \cdot {\sqrt {\frac {8\cdot {\mathit {k_{\mathrm {B} }}}\cdot T}{\pi \cdot \mu }}}\cdot N_{\mathrm {A} }\cdot e^{-{\frac {E_{\mathrm {A} }}{R\cdot T}}}\cdot [A]\cdot [B]}
Durch Vergleich mit der ersten Gleichung oben folgt die Arrhenius-Gleichung:
{\displaystyle k=\underbrace {\sigma \cdot {\sqrt {\frac {8\cdot {\mathit {k_{\mathrm {B} }}}\cdot T}{\pi \cdot \mu }}}\cdot N_{\mathrm {A} }} _{A}\cdot e^{-{\frac {E_{\mathrm {A} }}{R\cdot T}}}}
mit dem Frequenzfaktor oder auch präexponentiellen Faktor A, der sich zusammensetzt aus der Stoßzahl Z und dem sterischen Faktor P:
{\displaystyle A=P\cdot Z}
Für kugelförmige Reaktanden gilt
{\displaystyle P=1\Rightarrow A=Z}

### Für nicht kugelförmige Reaktionspartner
Für topologisch kompliziertere Systeme ist die Stoßtheorie unbrauchbar: die Werte werden umso schlechter, je weiter die Form der Reaktanten von der idealen Kugelgestalt abweicht. Empirisch kann man dies berücksichtigen, indem man die Gleichung um einen sterischen Faktor P erweitert, der die räumliche Orientierung der Moleküle berücksichtigt:
{\displaystyle k=\underbrace {\sigma \cdot {\sqrt {\frac {8\cdot {\mathit {k_{\mathrm {B} }}}\cdot T}{\pi \cdot \mu }}}\cdot N_{\mathrm {A} }\cdot P} _{A}\cdot e^{-{\frac {E_{\mathrm {A} }}{R\cdot T}}}}
Dieser sterische Faktor ist bei den meisten Molekülen mehrere Größenordnungen kleiner als 1:
{\displaystyle P\ll 1}
Um sinnvolle Werte für P theoretisch zu berechnen, muss auf kompliziertere Theorien wie z. B. die Theorie des Übergangszustands zurückgegriffen werden.